# Oreste Bernardoni
Oreste Bernardoni, né le 28 février 1911 à Bientina (Toscane) et mort le 10 août 1965 à Savigny-le-Temple, est un coureur cycliste d'origine italienne naturalisé français le 13 août 1933, en activité de 1932 à 1953.

## Biographie
Il est le frère de Séraphin "Jean" Bernardoni, également coureur cycliste.

## Palmarès
- 1932
  - Nice-Toulon-Nice
    - Classement Général
    - 1re étape
- 1935
  - 2e étape de Nice-Toulon-Nice
- 1937
  - 2e étape de Nice-Toulon-Nice
  - 2e du Grand Prix cycliste d'Espéraza
  - 3e du Circuit du Forez
- 1938
  - Nice-Toulon-Nice
  - Tour du Sud-Est
    - Classement Général
    - 3e étape
    - 4e étape

  - 2e de Marseille-Nice
- 1939
  - Tour du Maroc
    - Classement Général
    - 10e étape
    - 12e étape
- 1948
  - 3e du Grand Prix de Thizy
  - 3e à la 5e étape secteur a du Tour des Pays-Bas
- 1949
  - 3e à la 1re étape du Tour d'Algérie

## Résultats sur le Tour de France
3 participations :
- 1935 : 35e du classement général
- 1938 : 40e du classement général
- 1939 : 24e du classement général